# Nicolae Stoie
Nicolae Stoie (n. 29 noiembrie 1940, Ocna Sibiului, județul Sibiu, România  - d. 23 august 2017, Brașov) a fost un poet, publicist și scriitor român, membru al Uniunii Scriitorilor din România.

## Biografie
A fost fiul lui Ilie Munteanu, șofer, și al Mariei Stoie. A urmat școala elementară din Ocna Sibiului, între 1948 și 1955, sub numele de Ilie Mureșan, numele tatălui vitreg. A urmat liceul „Gheorghe Lazăr” din Sibiu, între anii 1955 și 1959, iar între anii 1960 și 1965 a urmat Facultatea de Filologie a Universității din Cluj.
A debutat la revista Tribuna din Cluj, în octombrie 1960, la rubrica Cenaclu cu poezia Pe străzi mă plimb.
A fost redactor la Secția Culturală a ziarului Drum nou la Brașov  între 1965 și 1968 și redactor la revista Astra între anii 1968 și 1980, publicație la care a fost și redactor șef între 1977 și 1980  și în perioada 2006 - 2009. A fost bibliotecar principal la Biblioteca Județeană „George Barițiu” din Brașov din 1980 până în 1989.
După 1989 a activat ca redactor șef la săptămânalul Echilibru (1990 - 1994), redactor șef la Casa de Presă și Editură Duminică (1993 -1994), șef al Departamentului de Informații la Radio Brașov (1995) și profesor suplinitor în învățământul preuniversitar (1995 - 2006).
A colaborat la revistele literare Astra, Contemporanul, Convorbiri literare, Familia, Luceafărul, România literară, Steaua, Tribuna și altele.
Membru al Uniunii Scriitorilor din România, primit ca membru stagiar la Cluj în 1969 (cu recomandări semnate de Ana Blandiana, Nina Cassian și D.R.Popescu) și titularizat în 1970.
Poezia lui Nicolae  Stoie s-a bucurat de aprecieri critice pozitive din partea lui Florin Manolescu ,  Mircea Iorgulescu, Dana Dumitriu , Cornel Regman , Laurențiu Ulici., Florin Șindrilaru , Ion Itu.

## Opere

### Poezie
- Consemnele necesare (1969)
- Drumul spre solstițiu (1970)
- O ramură deasupra ierbii (1975)
- Zăpada din anul o mie (1981)
- Veacul de aur (1984)
- Cerul senin al limbii române (1985)
- Harpha Nopții (1997)
- Pastelurile de la Ocna Sibiului (2007)
- Brașovul in o sută de poezii - antologie (2007)
- Poeziile criticilor mei (2011)

### Proză
- Asasinul coboară cântând (1971)
- Acuzatul din camera 13 (1973)
- Viața si extraordinarele povestiri ale neasemuitului profet Nostradamus (1991)
- From Andrei Codrescu - to Nicolae Stoie "Puzzle epistolar" (2010)

### Monografie
- Astra 50 Etapele unui parcurs sinuos, reconstituite din interior (2016)

### Critică
- Biblioteca de unică folosință (2012)

## Premii și distincții
- Premiul pentru poezie al Asociației Scriitorilor din Brașov (1975)
- Premiul pentru poezie al Asociației Scriitorilor din Brașov (1981)
- Premiul pentru poezie al Filialei Brașov a U.S.R. (2007)